# フレディ・コクラン
フレディ・“レッド”・コクラン（Freddie 'Red' Cochrane、1915年5月6日 - 1993年1月1日）は、アメリカ合衆国ニュージャージー州出身の元プロボクサー。世界ウェルター級チャンピオン。エリザベス（Elizabeth, New Jersey）生まれ。

## 略歴
アイルランド系。1933年デビュー。1941年7月29日、ダーティ・ファイトで鳴るフリジー・ジビックに判定勝ちして世界ウェルター級チャンピオンとなる。その後海軍に入隊したため、初防衛戦はタイトル獲得から4年以上も経った1946年2月1日に行われたが、マーティ・サーボにあえなく4回KOされ、王座を失った。

## 通算戦績
116戦72勝（25KO）36敗8引分け(boxrecから引用)